# Leochilus labiatus
Leochilus labiatus är en orkidéart som först beskrevs av Olof Swartz, och fick sitt nu gällande namn av Carl Ernst Otto Kuntze. Leochilus labiatus ingår i släktet Leochilus och familjen orkidéer. Inga underarter finns listade i Catalogue of Life.

## Bildgalleri

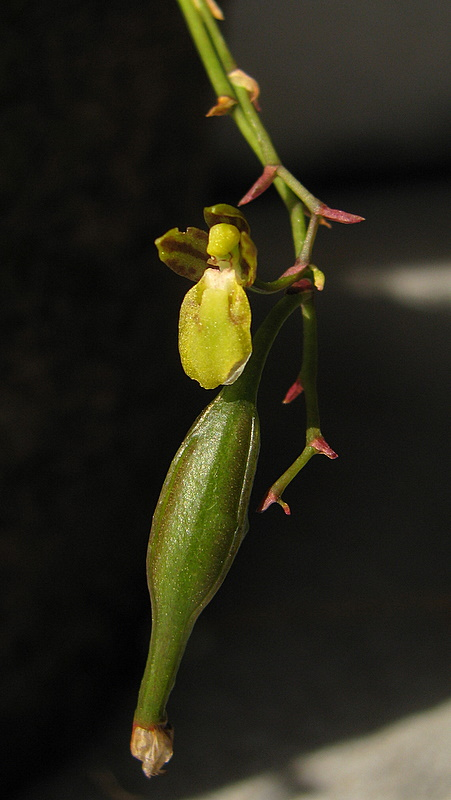
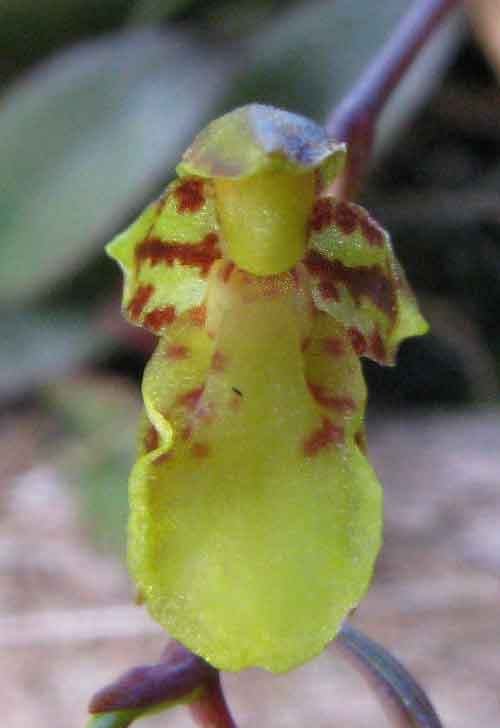